# Декадентство (течія)

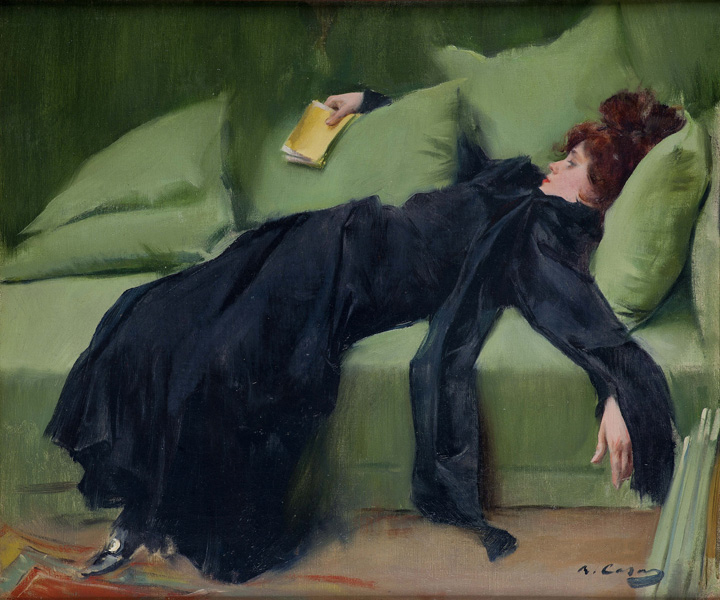
Рамон Касас. «Юна декадентка» (1899).

Декадентство, також декаданс (фр. décadent — занепадницький) — напрям у літературі, творчій думці, самовираженні періоду fin de siècle (рубіж XIX і XX століть), який характеризується естетизмом, індивідуалізмом і імморалізмом. Іноді розглядається як сполучна ланка між романтизмом XIX століття і модернізмом XX століття.
Подібно до більш раннього Руху мистецтв і ремесел, родоначальники декадентства прагнули звільнити мистецтво від матеріалістичних турбот промислової революції, розкріпачити мораль, скуту умовностями вікторіанської епохи. Вони виступали проти старих, академічних форм мистецтва, шукали нові форми самовираження, гнучкіші і більш відповідні ускладненому світовідчуттю сучасної людини.
Характерними рисами декадентства зазвичай вважаються відхід від громадськості і відраза до повсякденного життя (taedium vitae), що проявляється в мистецтві відривом від реальності, поетикою мистецтва для мистецтва, естетизмом, модою на демонізм («Там, внизу», «Скорбота Сатани»), переважанням форми над змістом, прагненням до зовнішніх ефектів, стилізації і т. д.

## Походження терміна
Французьке слово décadence означає занепад, культурний регрес. Спочатку, в епоху Просвітництва, термін використовувався для позначення культурних явищ Римської імперії епохи її занепаду. Те, що називають «стилем декадансу, — писав Готьє, — є не що інше, як мистецтво, що прийшло до такої міри крайньої зрілості, яку викликають своїм косим сонцем старіючі цивілізації».
Звинувачення в декадансі з часу Дезіре Нізара використовувалися для образи Віктора Гюго та інших французьких романтиків. Теофіль Готьє, Шарль Бодлер і інші спадкоємці завітів романтизму переосмислили це клеймо як знак пошани, як символ заперечення того, що вони вважали «банальністю прогресу». Бестселером 1884 року став роман Гюїсманса «Навпаки», прозваний «біблією декадента».
У 1885 р. сатирики Габріель Вікер і Анрі Боклер опублікували збірник пародійних віршів «Розслаблення. Декадентські вірші Адоре Флупетта». Поль Верлен (головна мішень пародії) був геть не проти, коли його називали декадентом. У 1886—1889 рр. Анатоль Бажю видавав журнал «Декадент» (Le Décadent), в якому серед інших «проклятих поетів» публікувався і Верлен.
Оскільки вороже налаштовані критики змішували декадентство з символізмом, Жан Мореас опублікував у газеті «Ле фігаро» від 18 вересня 1886 року «Маніфест символізму», де перерахував основні цінності символістів і спробував провести між декадентами і символістами певну межу. Полеміка про зміст терміна «декадентство» тривала і в наступні десятиліття.

## Кінець століття
У радянському мистецтвознавстві декадентство сприймалося як кризове явище європейської культури останньої чверті XIX — початку XX століть. Твори цієї доби відзначені настроями зневіри, песимізму, хворобливості, безнадійності, неприйняття життя, крайнього суб'єктивізму (при близьких до тенденційних, епатуючих формулах і штампах — стилістичних прийомах, пластиці, композиційних побудовах, акцентуаціях тощо). У багатьох відношеннях декадентство служить синонімом поняття fin de siècle.
До письменників-декадентів зараховували у Великій Британії Оскара Вайльда і співробітників «Жовтої книги», а також популярну романістку Марію Кореллі, в італії — д'Аннунціо, в Австрії — Шніцлера, у Польщі — С. Пшибишевського, у Франції — Гюїсманса, у Бельгії — Роденбаха. Відносно слабко був представлений декадентський естетизм в країнах Нового світу, в тому числі в США.

## Декадентство і символізм
Декадентство — явище складне і суперечливе, яке має джерелом втому від лицемірної вікторіанської моралі, кризу суспільної свідомості, розгубленість багатьох художників перед різкими соціальними контрастами, — самотність, бездушність і антагонізми дійсності. Відмова мистецтва від політичної і цивільних тем художники-декаденти вважали проявом і неодмінною умовою свободи творчості. Постійними темами є мотиви небуття і смерті, заперечення історично сформованих духовних ідеалів і цінностей.
Основним питанням позначення меж декадентства стає поділ його з символізмом. Відповідей існує досить багато, але панівних з них дві, перша говорить про відмінності цих течій у мистецтві, великим прихильником і винахідником її був Жан Мореас, друга — про неможливість їх поділу або відсутності потреби у ньому.

## Критика декадансу

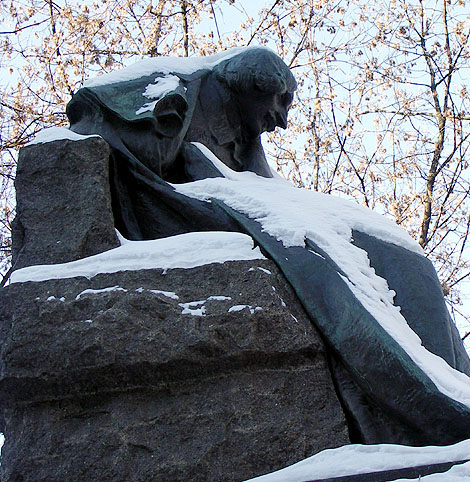
«Модерний» пам'ятник Гоголю

Декадентство критикували, з одного боку, консерватори від мистецтва (як академісти, так і натуралісти) і консерватори від моралі, з іншого боку — еволюціоністи і прогресисти всіх мастей. До останньої категорії можуть бути віднесені, зокрема, марксистські автори.
Еволюціоніст Макс Нордау переосмислив термін «декадентство» в біологічному сенсі, позначивши їм патологічні ознаки психо-фізичного виродження в галузі культури. Після публікації в 1892 р. однойменного трактату Нордау «виродження» стало модним слівцем епохи. Лікар Нордау ополчився проти нього з гігієнічних міркувань.

## Неодекадентство
Декадентські ідеї виявилися знову затребуваними наприкінці XX століття. Зокрема, певні риси декадентської естетики успадкував готичний постпанк. Характерним прикладом може служити альбом Disintegration групи The Cure (1989). Також декадентством музичні критики називали творчість групи Joy Division, яка випустила два студійних альбоми і в значній мірі вплинула на становлення жанру готик-рок. Декадансом свою творчість називали такі групи як, наприклад, «Dead Can Dance» та інші.